# São Paulo Challenger 2 1991
Il São Paulo Challenger 2 1991 è stato un torneo di tennis facente parte della categoria ATP Challenger Series nell'ambito dell'ATP Challenger Series 1991. Il torneo si è giocato a San Paolo in Brasile dal 29 aprile al 5 maggio 1991 su campi in cemento.

## Vincitori

### Singolare
Fernando Roese ha battuto in finale  Gabriel Markus con il punteggio di 6–4, 6–3

### Doppio
Ricardo Acioly /  Mauro Menezes hanno battuto in finale  Nelson Aerts /  Fernando Roese con il punteggio di 6–3, 3–6, 6–3